# 魏豪森
魏豪森是德国下萨克森州的一个市镇。总面积7.98平方公里，总人口2587人，其中男性1281人，女性1306人（2011年12月31日），人口密度324人/平方公里。